# Церква Івана Богослова (Заруддя)
Церква Івана Богослова в Зарудді — парафія і храм Тернопільсько-Зборівської архієпархії Української греко-католицької церкви в селі Зарудді Зборівської громади Тернопільського району Тернопільської области України.

## Історія церкви
1905 року за кошти підкамінських домініканців збудовано філіальний мурований костел Матері Божої Неустанної Допомоги.
1 березня 1939 року засновано римсько-католицьку парафію, першим адміністратором якої призначили о. Станіслава Синувку. У радянський період святиня використовувалася як складське приміщення.
У 2000-х роках колишній костел отримали у власність греко-католики. 27 грудня 2008 року відремонтований греко-католицький храм на честь Івана Богослова, престол та іконостас освятив митрополит Василій Семенюк.
У грудні 2020 року біля храму віднайдено церковний дзвін, який було закопано під час Першої світової війни.